# Adán Chávez
Adán Chávez Frías (ur. 1953) – wenezuelski polityk, gubernator stanu Barinas, minister edukacji w latach 2007−2008. Starszy brat prezydenta Hugo Cháveza i burmistrza Sabanety, Anibala Joségo.
Urodził się 11 kwietnia 1953 roku. Studiował fizykę na Uniwersytecie Andyjskim w Méridzie, następnie był tam wykładowcą. W sierpniu 2006 roku, po konflikcie prezydenta z sekretarzem, zastąpił tego ostatniego na stanowisku, rezygnując z funkcji ambasadora na Kubie. W styczniu 2007 roku został ministrem edukacj, a w listopadzie 2008 roku wybrany został gubernatorem stanu Barinas, zastępując ojca, Hugo.